# Il cadavere del mio nemico
Il cadavere del mio nemico (Le corps de mon ennemi) è un film del 1976, diretto da Henri Verneuil, interpretato da Jean-Paul Belmondo, Bernard Blier e Marie-France Pisier.

## Trama
Scontati sette anni di prigione per l'assassinio di un certo Cajac e della sua amante Karine, di cui però è innocente, Francois Leclerc torna a Cournai, piccola capitale dell'industria tessile francese. Essendo stato l'amante di Gilberte, figlia del potente Jean-Baptiste Liégard, Leclerc era rapidamente passato dalla povertà al benessere, ed ora vuole scoprire ad ogni costo chi lo abbia incastrato tempo prima, facendolo arrestare ingiustamente.
Risoluto e determinato nel riuscire nel suo obiettivo, ed aiutato da un vecchio amico e dalla stessa Gilberte, Francois riesce, rivangando pazientemente il suo passato, a scoprire la verità sul suo caso: di essere stato, vale a dire, vittima di Liégard, insospettabile trafficante di droga. Senza sporcarsi le mani, egli ottiene, quindi, che a far giustizia per suo conto siano gli stessi "amici" di Liégard.

## Produzione
La storia è tratta dall'omonimo romanzo del 1975 di Félicien Marceau, edito in Francia dalla casa editrice Gallimard.